# 哈尔斯巴赫
哈尔斯巴赫是德国巴伐利亚州的一个市镇。总面积22.07平方公里，总人口953人，其中男性529人，女性424人（2011年12月31日），人口密度43人/平方公里。